# فريدريك ماسون بيركنز
فريدريك ماسون بيركنز (بالإنجليزية: F. Mason Perkins)‏ هو مؤرخ الفن أمريكي، ولد في 1874 في بليموث في الولايات المتحدة، وتوفي في 12 أكتوبر 1955 في أسيزي في إيطاليا.

## معرض صور

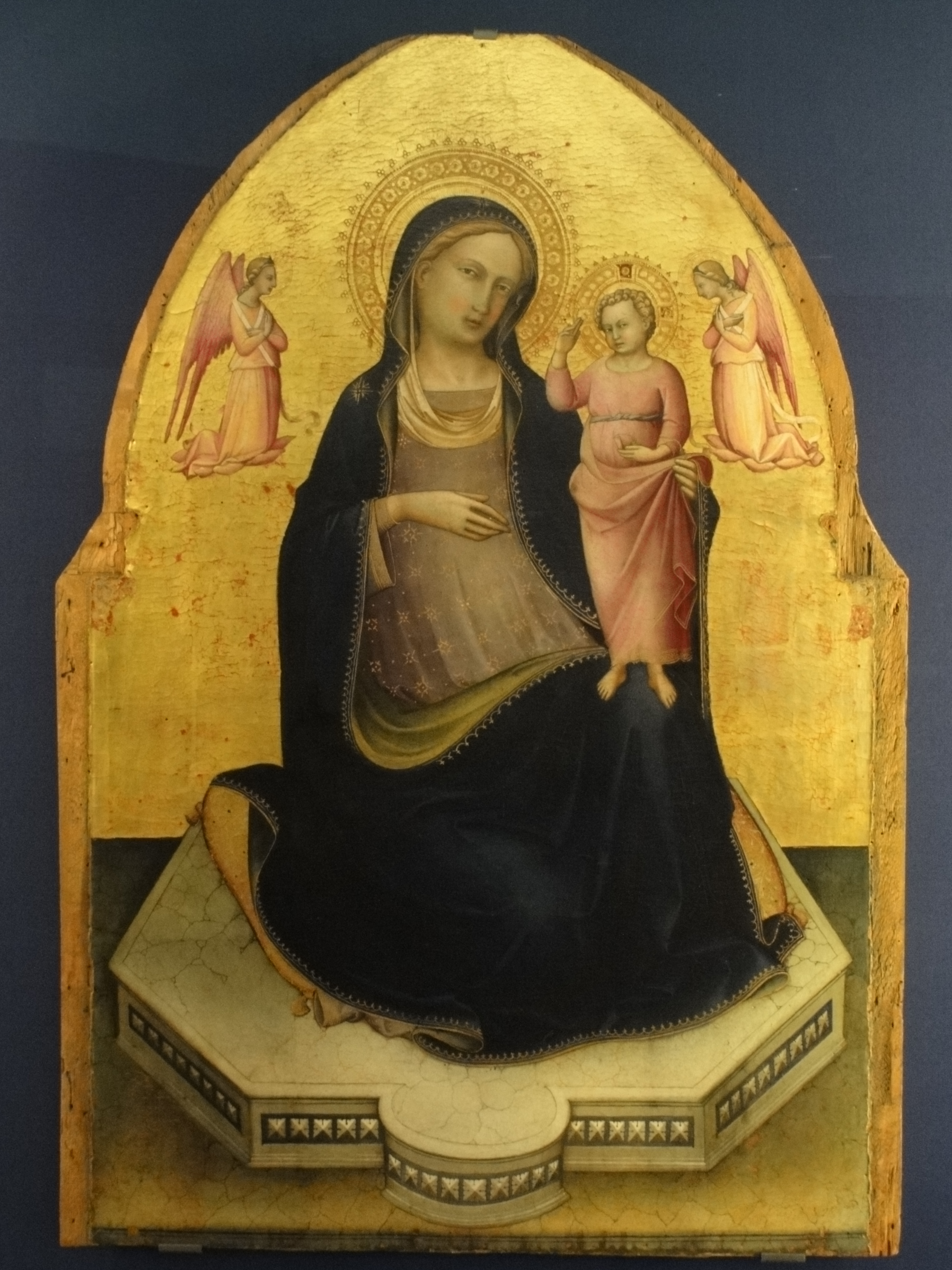
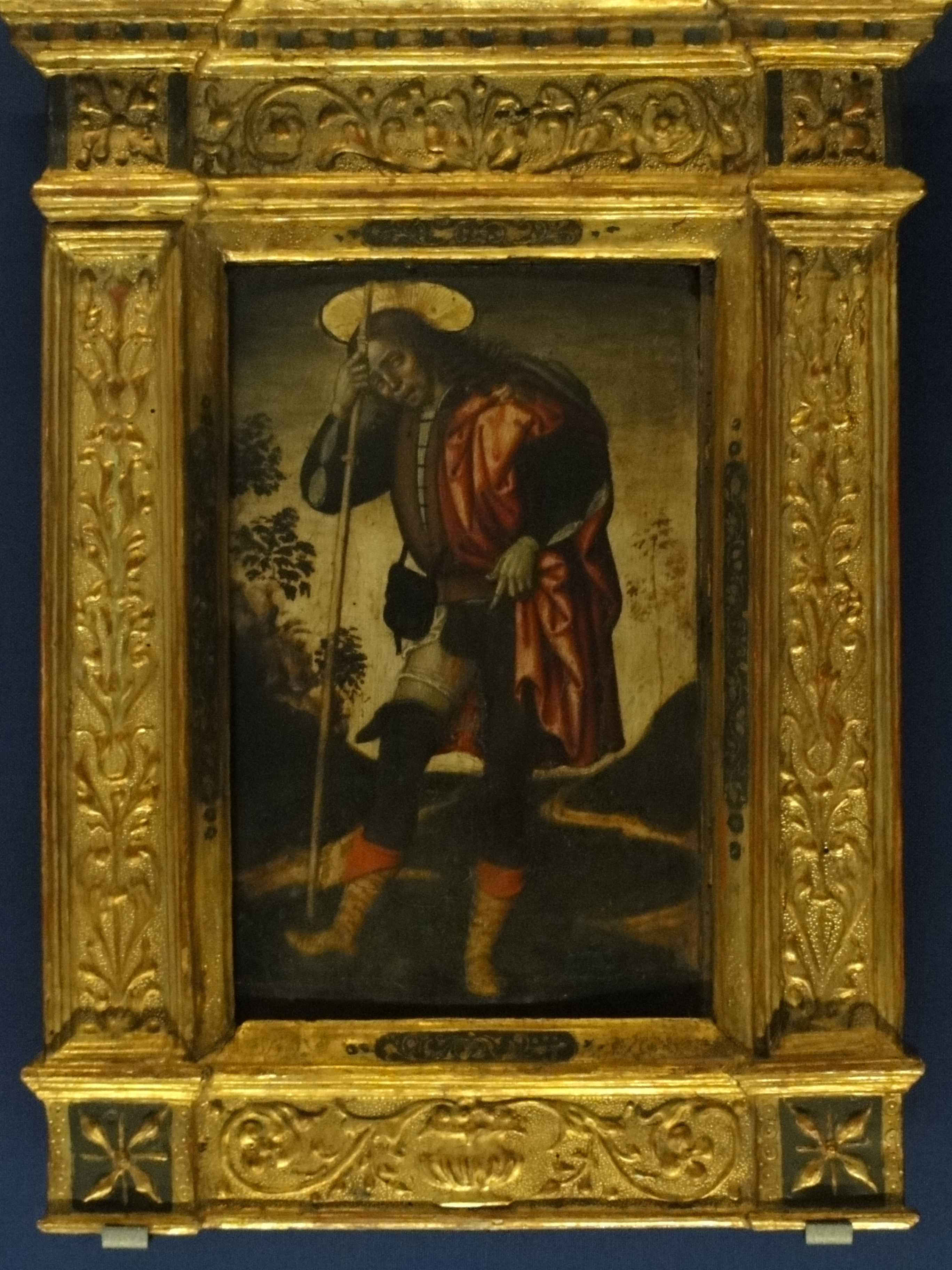
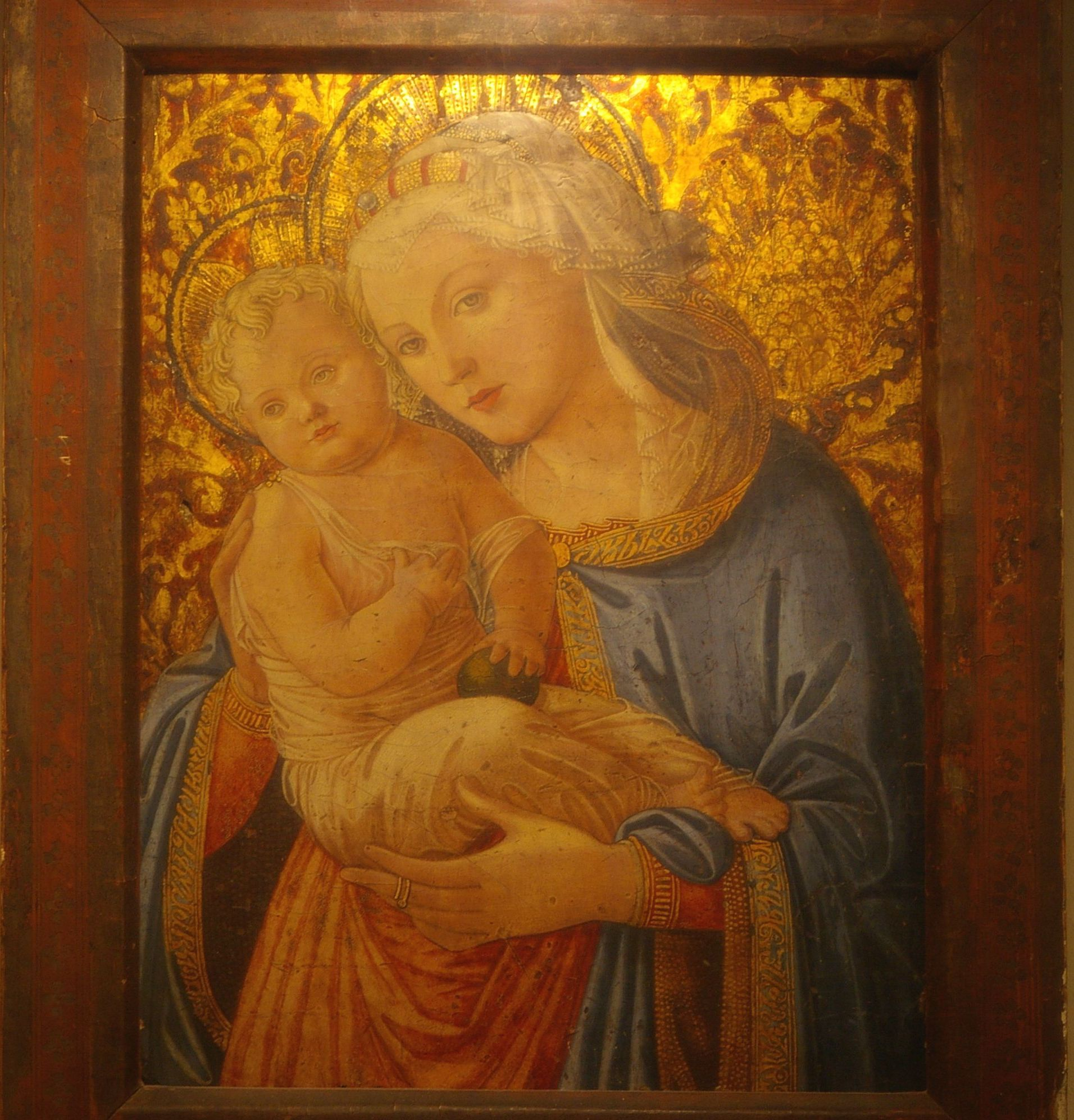